# Mistrzostwa Świata w Łucznictwie Polowym 2012
23. Mistrzostwa Świata w Łucznictwie Polowym odbyły się w dniach 14–19 sierpnia 2012 w Val d’Isère (Francja). Zawodniczki i zawodnicy startowali w konkurencji łuków klasycznych, gołych oraz bloczkowych.
Polacy nie startowali.

## Medaliści

### Kobiety
| Konkurencja:     | Złoto:                                                            | Srebro:                                                                     | Brąz:                                                   |
| łuk klasyczny    | Elena Richter                                                     | Zoe Gobbels                                                                 | Naomi Folkard                                           |
| łuk goły         | Lina Bjorklund                                                    | Eleonora Strobbe                                                            | Monika Jentges                                          |
| łuk bloczkowy    | Ivana Buden                                                       | Paige Pearce                                                                | Petra Goebel                                            |
| zawody drużynowe | Wielka Brytania · Tracy Anderson · Naomi Folkard · Elizabeth Rees | Francja · Sophie Dodemont · Eliette Lalouer · Sandrine Vandionant-Frangilli | Niemcy · Silke Hoettecke · Ulrike Koini · Elena Richter |

### Mężczyźni
| Konkurencja:     | Złoto:                                                           | Srebro:                                                   | Brąz:                                                               |
| łuk klasyczny    | Jean-Charles Valladont                                           | Jake Kaminski                                             | Jon Shales                                                          |
| łuk goły         | Sebastian Juanola Codina                                         | Alan Eagleton                                             | Giuseppe Seimandi                                                   |
| łuk bloczkowy    | Jesse Broadwater                                                 | Slavko Tursic                                             | Dave Cousins                                                        |
| zawody drużynowe | Stany Zjednoczone · Dave Cousins · Alan Eagleton · Jake Kaminski | Finlandia · Pasi Ahjokivi · Jari Haavisto · Juuso Huhtala | Francja · Christophe Doussot · Olivier Roy · Jean-Charles Valladont |

### Juniorki
| Konkurencja:     | Złoto:                                                              | Srebro:                                                          | Brąz:                                                                  |
| łuk klasyczny    | Marion Vives                                                        | Mirjam Tuokkola                                                  | Sandra van der Looy                                                    |
| łuk bloczkowy    | Sabrina Franzoi                                                     | Maja Orlic                                                       | Runa Grydeland                                                         |
| zawody drużynowe | Wielka Brytania · Daisy Clark · Bryony Pitman · Evangeline Rawlings | Włochy · Annalisa Agamennoni · Evelina Cataldo · Sabrina Franzoi | Stany Zjednoczone · Emily Fischer · Kathryn Fischer · Heather Trafford |

### Juniorzy
| Konkurencja:     | Złoto:                                             | Srebro:                                                        | Brąz:                                                 |
| łuk klasyczny    | Jesper Fredriksson                                 | Marco Morello                                                  | Paul Andre Hagen                                      |
| łuk bloczkowy    | Renaud Domanski                                    | Alex Bridgman                                                  | Domagoj Buden                                         |
| zawody drużynowe | Niemcy · Henrik Hornung · Eike Jacob · Timo Schott | Wielka Brytania · Alex Bridgman · Robert Mallon · Mark Nesbitt | Słowenia · Marko Berus · Jan Rijavec · Luka Stosevski |

## Klasyfikacja medalowa
| Lp. | Państwo           | Złoto | Srebro | Brąz | Razem |
| 1.  | Stany Zjednoczone | 2     | 3      | 2    | 7     |
| 2.  | Wielka Brytania   | 2     | 2      | 2    | 6     |
| 3.  | Francja           | 2     | 1      | 1    | 4     |
| 4.  | Niemcy            | 2     | 0      | 2    | 4     |
| 5.  | Szwecja           | 2     | 0      | 0    | 2     |
| 6.  | Włochy            | 1     | 3      | 1    | 5     |
| 7.  | Chorwacja         | 1     | 1      | 1    | 3     |
| 8.  | Belgia            | 1     | 1      | 0    | 2     |
| 9.  | Hiszpania         | 1     | 0      | 0    | 1     |
| 10. | Finlandia         | 0     | 2      | 0    | 2     |
| 11. | Słowenia          | 0     | 1      | 1    | 2     |
| 12. | Norwegia          | 0     | 0      | 2    | 2     |
| 13. | Austria           | 0     | 0      | 1    | 1     |
| 13. | Holandia          | 0     | 0      | 1    | 1     |